# Баскетбол в Україні

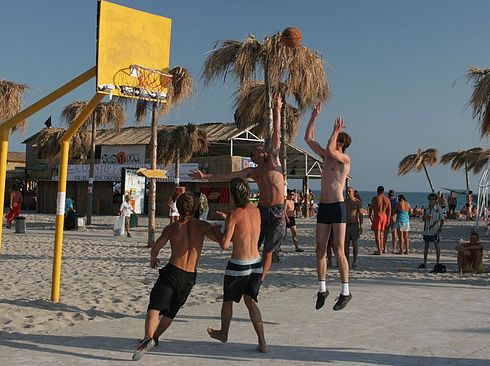
Гра в баскетбол на фестивалі KaZantip у Криму

Баскетбол в Україні поступається за рівнем популярності футболу та боксу. Федерація баскетболу України є членом Міжнародної федерації баскетболу з 1992 року. Найвищим дивізіоном чоловічого баскетболу є Суперліга. Існують чоловіча та жіноча національні збірні. Найкращим досягненням на рівні збірних є перемога українок на чемпіонаті Європи 1995 року.
Станом на 1991 рік баскетболом в Україні займалося близько 800 тисяч осіб.

## Історія

### У складі імперій
Баскетбол на території сучасної України почав з'являтись на початку ХХ століття. За даними газети «Слово польське» у червні 1909 року у Львові, який тоді входив до складу Австро-Угорщини, пройшли показові баскетбольні матчі в рамках відкриття Парку товариства рухливих ігор та розваг. Ігри відбулися на трав'яному полі. Кільця були прикріплені до палиці, вбитої в землю, а для гри використовувався футбольний м'яч. На поле львівського поля тоді вийшли шість команд, які представляли українські та польські жіночі гімназії. У Російській імперії в Одесі було проведено кубок товариства «Маяк» 1910 року, де виступило відразу шість баскетбольних команд .

### Радянський період
1921 року в Чернігові з'явилися команди «Вікторія» та «Зірка». Влітку того ж року у міському саду пройшли перші показові ігри. Наступного року в Чернігові було створено власну лігу, яка об'єднала шість команд. На ІІ Всеукраїнській спартакіаді 1924 року в Харкові був розіграний баскетбольний турнір серед чоловіків, де перемогу над господарями здобули гості з Чернігова (14:12).
1923 року правила гри в баскетбол були уніфіковані і опубліковані в «Віснику фізичної культури». 1925 року правила гри у баскетбол затвердив Всеукраїнський спортивно-технічний комітет та організував в Одесі змагання за участю шести чоловічих та двох жіночих команд. На Всесоюзній спартакіаді 1928 року в Москві збірна України дійшла до фіналу, де поступилася збірній Москви.
Вперше жіночий чемпіонат Української РСР було проведено 1937 року. У ньому взяло участь 20 команд, а найсильнішою у турнірі, що проводився за олімпійською системою, стало київське «Динамо». У жіночому чемпіонаті СРСР виступали такі клуби як «Динамо» (Київ), «Сталь» (Дніпродзержинськ), «Буревісник» (Одеса), «Спартак» (Сімферополь), «Медіна» (Донецьк) та ДБК (Львів). Киянки двічі (у 1949 та 1991 роках) ставали переможцями турніру.
Найкращим результатом української команди на міжнародному рівні за радянських часів є вихід до півфіналу Європейського кубка володарів кубків у сезоні 1981/82 київського «Будівельника», який поступився на цьому етапі майбутньому переможцю — югославській «Цибоні». Жіноча команда «Динамо» вигравала Кубок Ронкетті в 1988 році і доходила до фіналу Кубка чемпіонів у 1992 році, поступившись у вирішальному матчі іспанській «Валенсії».
На кожних Олімпійських іграх з 1952 до 1992 року близько чверті складу команди радянської баскетбольної збірної складали спортсмени з України. Олімпійськими чемпіонами у складі радянської чоловічої команди ставали українці Анатолій Поливода та Сергій Коваленко (1972 року в Мюнхені) і Олександр Волков, Олександр Білостінний та Валерій Гоборов (1988 року в Сеулі). Серед жінок золото у 1992 році у Барселоні у складі об'єднаної команди вибороли Олена Жирко та Марина Ткаченко.

### Період незалежності

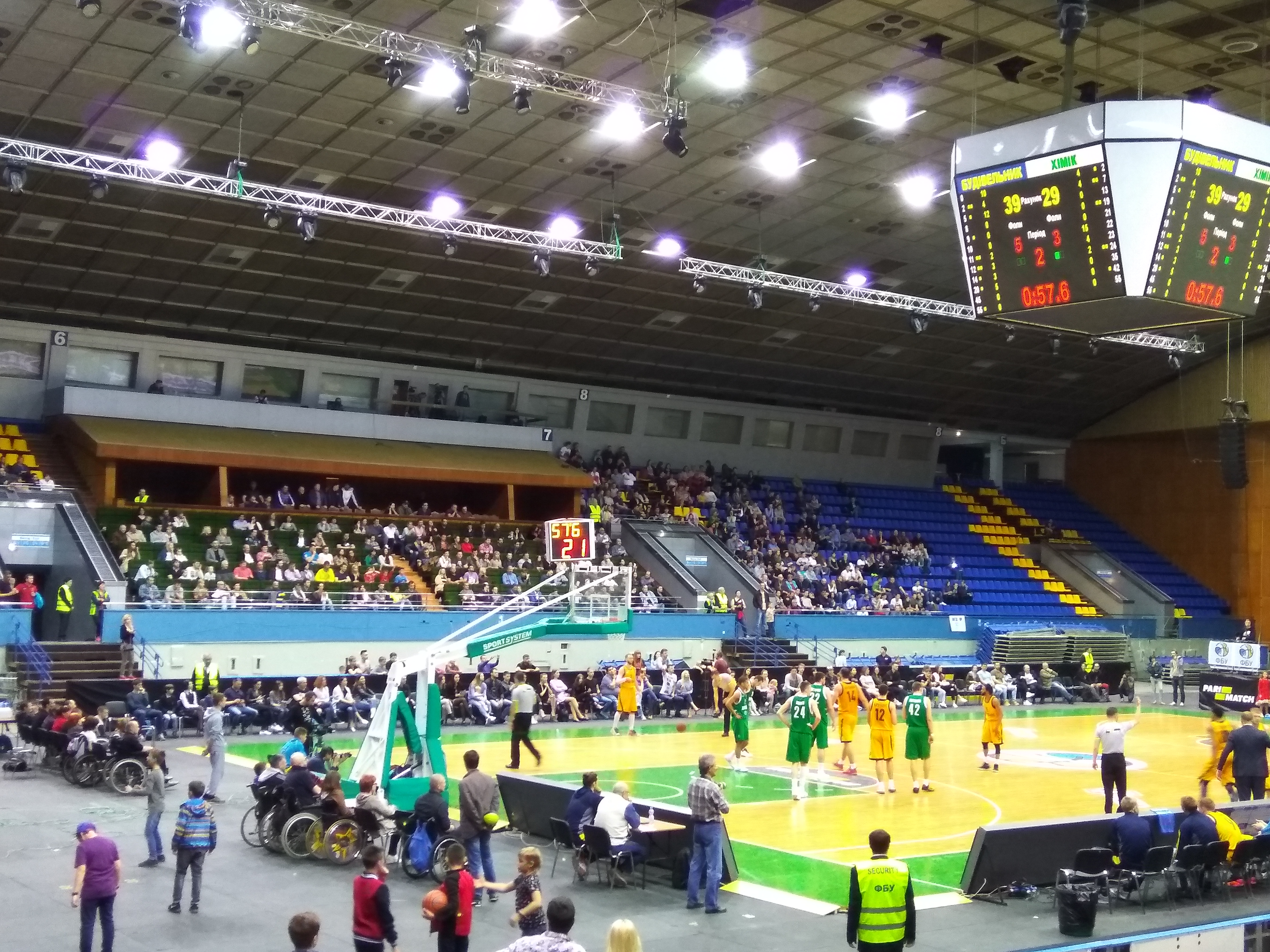
Матч української Суперліги у Палаці спорту у Києві.

Після розпаду СРСР розпочалася робота щодо створення окремої української баскетбольної федерації. У результаті, незважаючи на важку економічну ситуацію, Федерацію баскетболу України було засновано 28 лютого 1992 року, а через півроку, 10 липня, ФБУ стала членом Міжнародної федерації баскетболу.
Перший баскетбольний чемпіонат незалежної України відбувся 1992 року. У чоловічому змаганні зіграло 8 команд, а в жіночому — 7. Вже наступного сезону кількість чоловічих команд було збільшено до 36, а жіночих до 18. Такий стан справ зберігався і в наступних двох розіграшах. Починаючи з п'ятого сезону змагання у жінок поділялися на дві окремі ліги — вищу та першу ліги. У чоловічому чемпіонаті були створені найвища, перша та друга ліги.

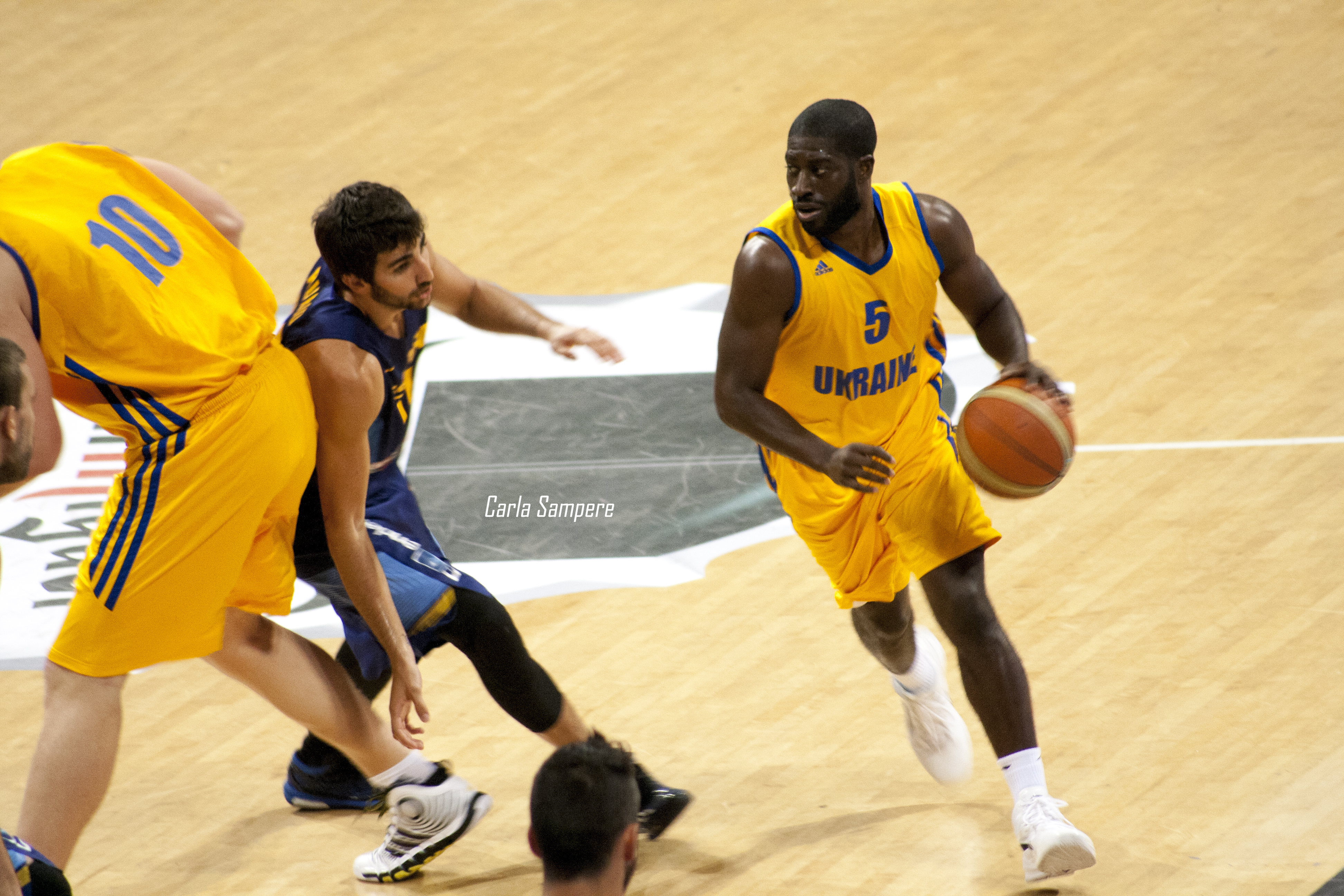
Юджин Джетер у грі за збірну України

На своєму першому чемпіонаті Європи 1995 року в чеському Брно жіноча збірна України стала переможцем, а на Олімпійських іграх 1996 року в Атланті фінішувала четвертою. Найкращим досягненням чоловічої команди за часи незалежності стало 6-е місце на чемпіонаті Європи 2013 року в Любляні. Одним з основних гравців на турнірі був Юджин Джетер, який отримав українське громадянство, що дозволило американцю виступати за збірну України.
З 2002 року розігрується Всеукраїнська юнацька баскетбольна ліга, де у першому розіграші зіграло 27 команд. З ініціативи федерації у 2005 році з'явилася Аматорська ліга, а в 2006 році — Студентська ліга. Найсильнішими чоловічими командами на початок 2010-х років були «Азовмаш» та «Донецьк», де власники команд могли платити зарплату гравцям у розмірі близько 400 тисяч доларів на рік. До півфіналу Кубка Ронкетті двічі доходила запорізька «Козачка-ЗАлК» у 2000 та 2001 роках. Кубок виклику ФІБА вигравали чоловічі команди «Київ» та «Азовмаш» у 2005 та 2007 роках. На стадії півфіналу в рамках Кубка Європи зупинялися «Будівельник» (2012/13) та «Прометей» (2022/23).
Україна у 2013 році приймала чемпіонат Європи серед баскетболістів до 16 років. У 2011 році Україна отримала право провести Євробаскет-2015, проте через Євромайдан і російсько-українську війну, що почалася, турнір в Україні не відбувся. Надалі влада України відмовилася від проведення наступного чемпіонату 2017 року.
У 2008 році в українському баскетболі стався розкол, внаслідок якого від Федерації баскетболу України відокремилося ряд клубів, які у 2009 році проводили власну Українську баскетбольну лігу. Влітку 2009 року конфлікт був врегульований і клуби повернулися виступати в Суперлігу під егідою ФБУ.
У 2022 році найсильніша українська команда «Прометей» з Дніпропетровської області відмовилася брати участь у Суперлізі через вимогу сплатити внесок у розмірі 4,5 мільйона гривень, тоді як для інших команд внесок дорівнював 40 тисячам гривень. Керівництво «Прометея» заявило команду до Латвійсько-естонської баскетбольної ліги, де український клуб у сезоні 2022/23 став переможцем.
Через російське вторгнення низку клубів жіночого чемпіонату було розформовано, а загальний рівень турніру впав. Переможцем сезону 2022/23 стали баскетболістки «Франківська», які мали у складі дівчаток 13-річного віку.

## Арени
Станом на 1991 рік в Україні було 29 тисяч баскетбольних майданчиків. Наймісткішою ареною для баскетбольних матчів є Палац спорту у Києві, який може прийняти близько 6800 глядачів. У 2000-х роках було збудовано криті арени в Харкові (палац «Локомотив»), Маріуполі («Азовмаш») та Південному Одеській області (СК «Олімп»). Під час російського вторгнення була зруйнована арена «Азовмаш» у Маріуполі.

## Відомі баскетболісти

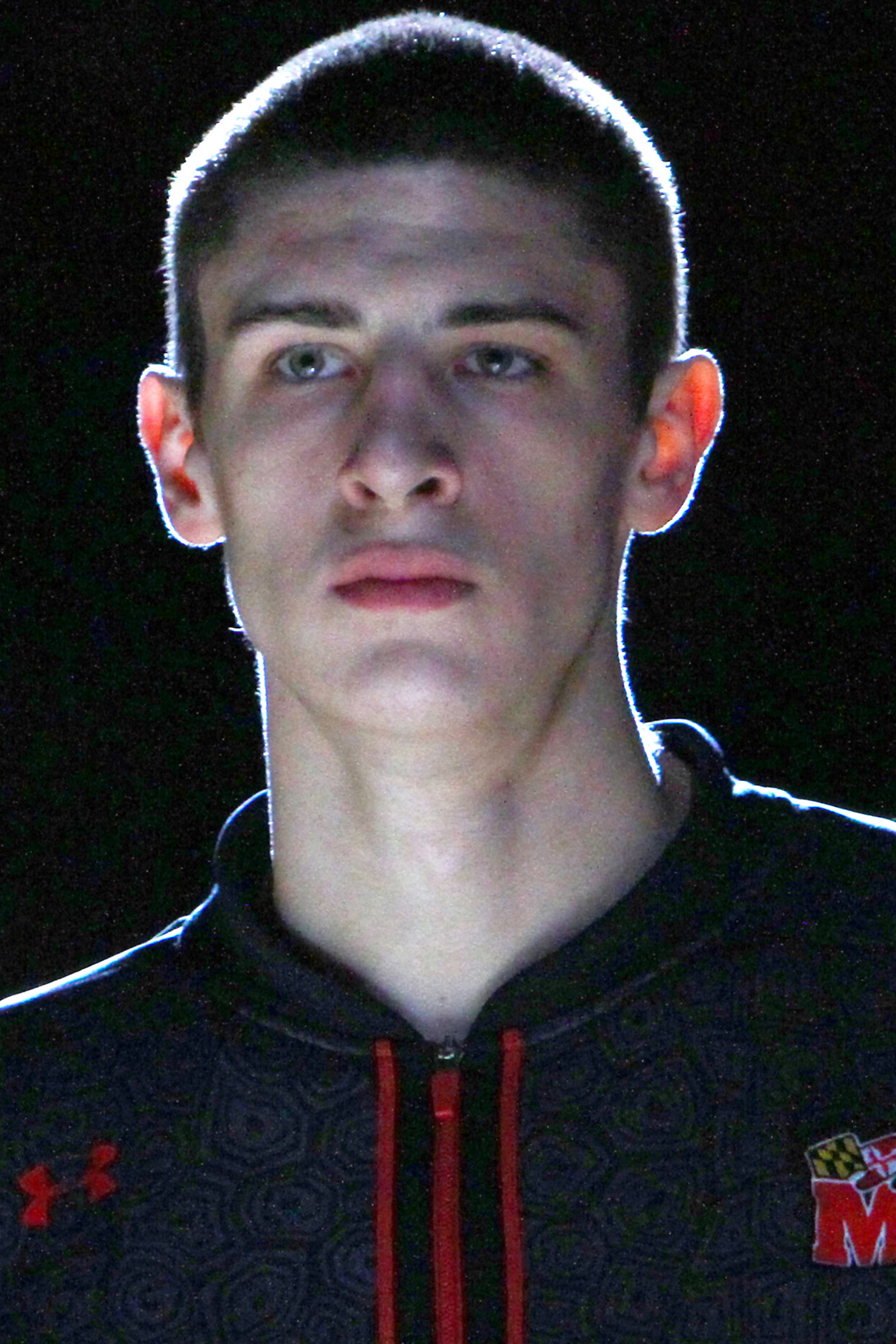
Олексій Лень

У найсильнішій баскетбольній лізі планети НБА найбільшу кількість очок серед українців станом на 2023 рік набирали Олексій Лень (4407), Віталій Потапенко (3995), Святослав Михайлюк (1632), Станіслав Медведенко (1390), Олександр Волков (438), Кирило Фесенко (305) та В'ячеслав Кравцов (97). Найбільш титулованим українцем у НБА є Станіслав Медведенко, який двічі ставав чемпіоном ліги в 2001 і 2002 роках у складі «Лос-Анджелес Лейкерс». 2020 року Олександр Волков був включений до Зали слави ФІБА.
Найкращим молодим гравцем Європи 2012 року визнавалася українка Аліна Ягупова.

## Баскетбол 3×3
Популяризація різновиду баскетболу за участю лише трьох гравців розпочалася у 2006 році зі створення власної федерації, яка отримала назву «Федерація вуличного баскетболу», а надалі «Федерація баскетболу 3х3 України» (скорочено — «ФБУ3х3»). 2013 року відбулося близько 200 турнірів за правилами «3×3». Чоловіча збірна України 3×3 брала участь у чемпіонаті світу та Кубку європейських чемпіонів. Жіноча команда здобувала бронзові медалі на чемпіонаті Європи 2017 року.
Станом на 2019 рік чоловіча збірна 3×3 посідала у світовому рейтингу 12 місце, а жіноча — 8 місце.